# 老鸹铃
老鸹铃（学名：Styrax hemsleyanus），为安息香科安息香属下的一个种。

## 扩展阅读
維基物種上的相關：老鸹铃